# Slobozia Ciorăști
Slobozia-Ciorăști là một xã thuộc hạt Vrancea, România. Dân số thời điểm năm 2002 là 2085 người.